# Gary Wallis

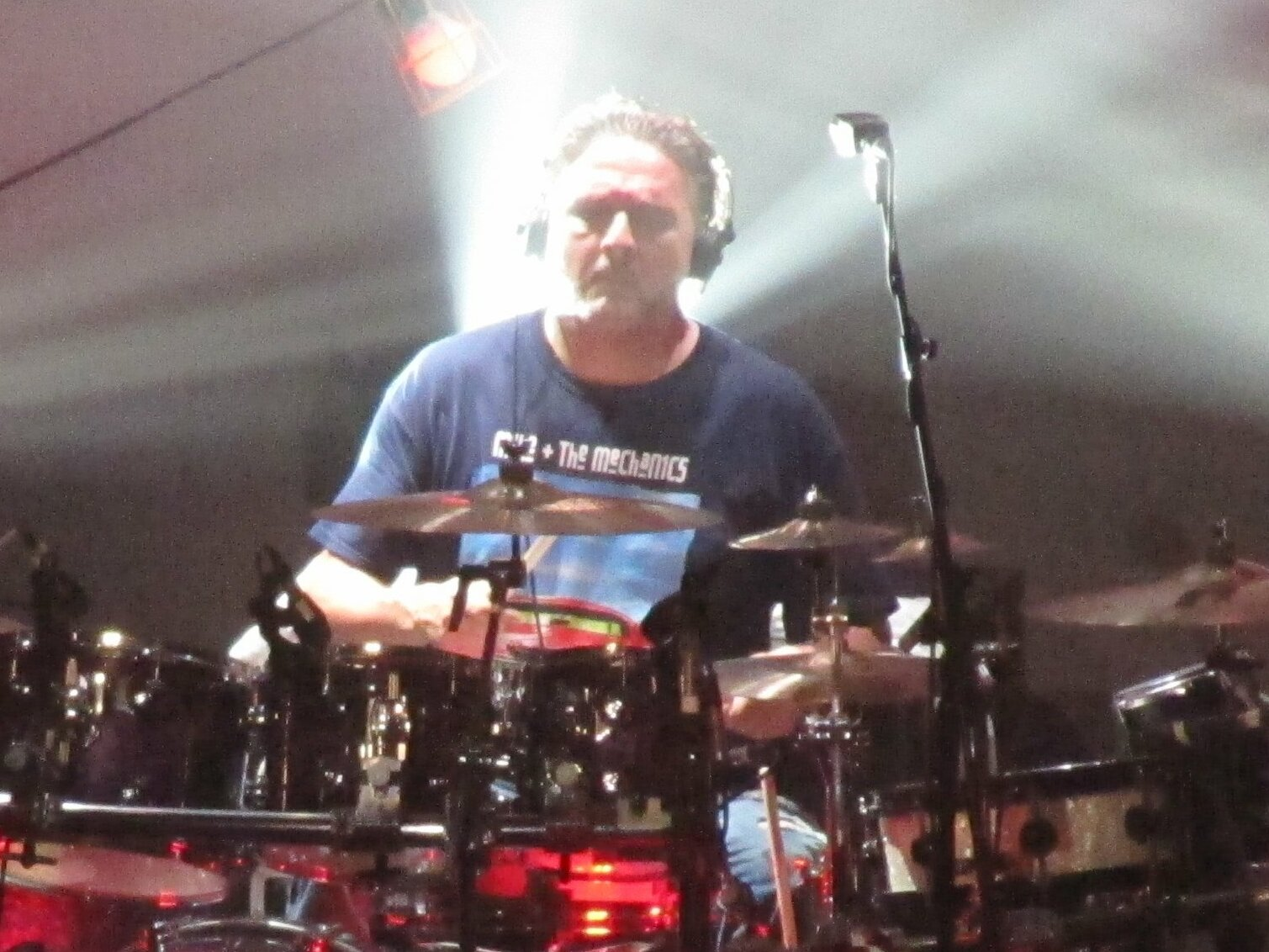
Gary Wallis, 2015

Gary Wallis (* 10. Juni 1964 in Westminster, London) ist ein britischer Schlagzeuger, Percussionist, Musikproduzent, Programmierer und Songschreiber.

## Biografie
Gary Wallis studierte an der London Symphony School of Music. Einem breiteren Publikum wurde er bekannt als Live-Percussionist für Pink Floyd in der Nach-Waters Ära. Zu hören und zu sehen ist Wallis auf dem Album Delicate Sound of Thunder bzw. dem zugehörigen Video sowie auf dem Pulse-Album und -Video.
Für Jean Michel Jarre sorgte Wallis bei dessen legendärem Millenniumskonzert in Ägypten sowie beim Metamorphoses-Showcase in Paris für den Rhythmus.
Wallis spielte außerdem mit Mike & the Mechanics, Nik Kershaw, Spinal Tap, Rod Stewart, Jean Michel Jarre, Style Council und 10cc. Seinen Spitznamen „Damage“ erhielt er von befreundeten Musikern wegen des angeblich hohen Verschleißes an Equipment.
Von 2002 bis 2004 und erneut 2019 tourte Wallis mit dem Musikprojekt Schiller durch Deutschland, unter anderem mit den Gast-Vokalisten Sarah Brightman und Peter Heppner. Zu ihrem 30-jährigen Bühnenjubiläum begleitete Wallis 2008 Marianne Rosenberg bei ihrem Konzert im Meistersaal in Berlin.
Wallis war unter anderem für Tom Jones, Paul Carrack und Atomic Kitten als Produzent tätig. Für die Band Il Divo arbeitete er sowohl als Live-Schlagzeuger, als auch als Produzent.

## Diskografie (Auszug)
- 10cc – Mirror Mirror
- 10cc – Alive in Japan
- The Beautiful South - Gaze - 2003 (Programmierung)
- Blue – Breathe Easy
- Blue Pearl – Blue Pearl - 1990
- Paul Carrack – Blue Views
- Paul Carrack – Beautiful World - 1997 (Produzent)
- Fire Escape – While We’re Here
- Chris Farlowe – Voice - 1998
- Tom Jones and the Cardigans - Burning Down the House - 1999 (Produzent)
- Miguel Mateos – Pisanlov
- Mike & the Mechanics – Beggar on a Beach of Gold - 1995
- Mike & the Mechanics – Hits
- Mike & the Mechanics – M6 - 1999
- Mike & the Mechanics – Mike & the Mechanics
- Pastilla – Pastilla
- The Pharcyde – Labcabincalifornia
- Pink Floyd – Delicate Sound of Thunder - 1988
- Pink Floyd – Division Bell - 1994
- Pink Floyd – Pulse - 1995
- Pink Floyd – Echoes: The Best of Pink Floyd
- Schiller - Tag und Nacht / Day and Night - 2005
- Schiller - Morgenstund - 2019
- Cameron Silver – Berlin to Babylon
- So – Horseshoe in the Glove
- Dusty Springfield - Reputation - 1990
- Rod Stewart – Human - 2000 (Streicher-Arrangement)
- The Style Council – Our Favourite Shop - 1985
- The Style Council – The Complete Adventures of the Style Council
- The Style Council
- Paul Thorn – Ain’t Love Strange - 1999
- Bonnie Tyler – Free Spirit - 1996
- Westernhagen - Jaja

## Live-Performances (Auszug)
- Spinal Tap - Amnesty International Performance - 1991
- David Gilmour - Diverse Auftritte - 1988 bis 1992
- Paul Carrack - 1997
- Jean Michel Jarre - Millennium Concert - 1999/2000
- Westlife - 10 Years of Westlife - 2008
- Schiller - Es werde Licht - Die neue Arena-Tour - 2019